# جافری کافو
جافری کافو (انگلیسی: Joffrey Cuffaut؛ زادهٔ ۱۵ مارس ۱۹۸۸) بازیکن فوتبال اهل فرانسه است.
از باشگاه‌هایی که در آن بازی کرده‌است می‌توان به باشگاه فوتبال نانسی و باشگاه فوتبال لو مان اشاره کرد.